# أنخيل ليديسما
أنخيل ليديسما هو لاعب كرة قدم إكوادوري في مركز الهجوم، ولد في 22 يونيو 1993 في ريوبامبا ‏ في الإكوادور. لعب مع إل. دي. يو. كيتو.

## وصلات خارجية
- أنخيل ليديسما على موقع قاعدة بيانات كرة القدم.إي يو (الإنجليزية)